# Cine Rialto (Barquisimeto)
El Cine Rialto (Barquisimeto) fue uno de los cines de mayor historia en Lara, en la capital de Barquisimeto, por haber funcionado de forma casi ininterrumpida durante 70 años. Durante varios años fue considerado uno de los mejores cines de la ciudad por especializarse en la proyección de los últimos estrenos de Hollywood en la mejor calidad posible, además se destaca por ser el único cine que no cerró de forma definitiva con la llegada de los multicines de los centros comerciales.

## Historia
Ubicado en la calle 29 entre avenida 20 y carrera 21. Fue fundado en 1929 bajo el nombre Cine Libertador, su primer dueño fue Santiago Mariño o Murillo y estaba administrado bajo la empresa valenciana Cine Mundial. 
No mucho después de su apertura, es arrasado por un incendio de causas desconocidas en 1931, más tarde su fachada es reconstruida y pasa a convertirse en una Escuela de Artes y oficios, Escuela de Música y El instituto de Enseñanzas Especiales.
Ya para 1943 el edificio es re condicionado para volver a funcionar como sala de cine y se reabre bajo el nombre de “Teatro Rialto” con Gustavo Murillo como nuevo dueño. Su primera función bajo el nombre de “Rialto” fue la adaptación mexicana de Doña Bárbara (película de 1943) de Fernando de Fuentes.
Desde los años 60 hasta el 2013 mantuvo como dueños a la familia Fernández, primero a manos de Manuel Fernández (que fue dueño de otros cines de Barquisimeto como el Cine Florida y el Cine Altagracia),  luego a su hijo Luis Manuel Fernández.
Fue remodelado dos veces con la llegada de los “multicines” y aun así logró mantener su fachada original, la primera vez en 1999 adicionándosele dos salas y nuevamente otras dos en el 2007, llegando a tener un total de 5 salas. Durante este periodo cambio de nombre a "Multicine Rialto".
En el 2013 el terreno es vendido a unos inversionistas extranjeros y cesa sus funciones en noviembre del mismo año. Se mantuvo en funcionamiento de forma casi ininterrumpida durante 70 años.

## Galería

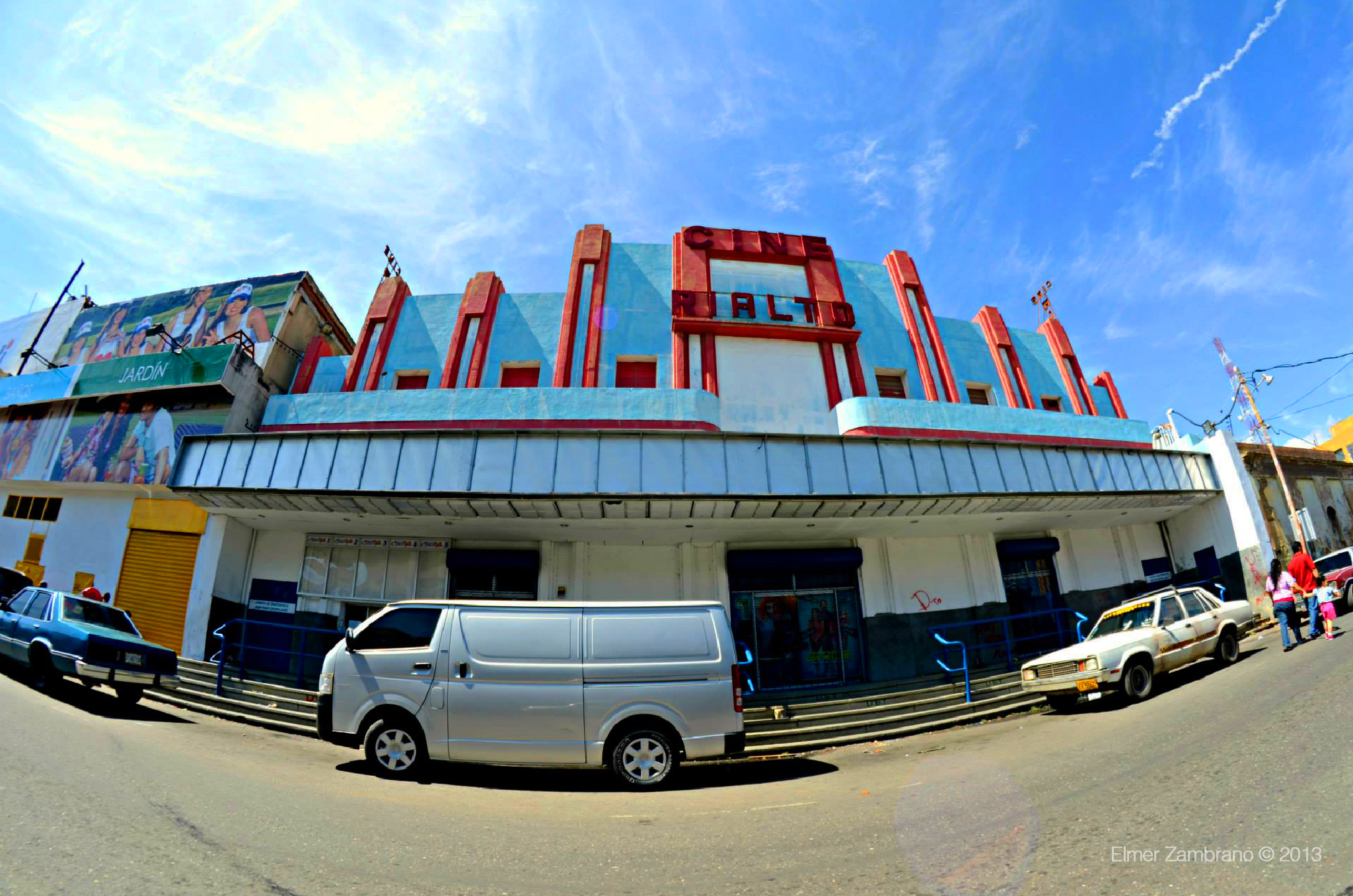
Fachada del Cine Rialto
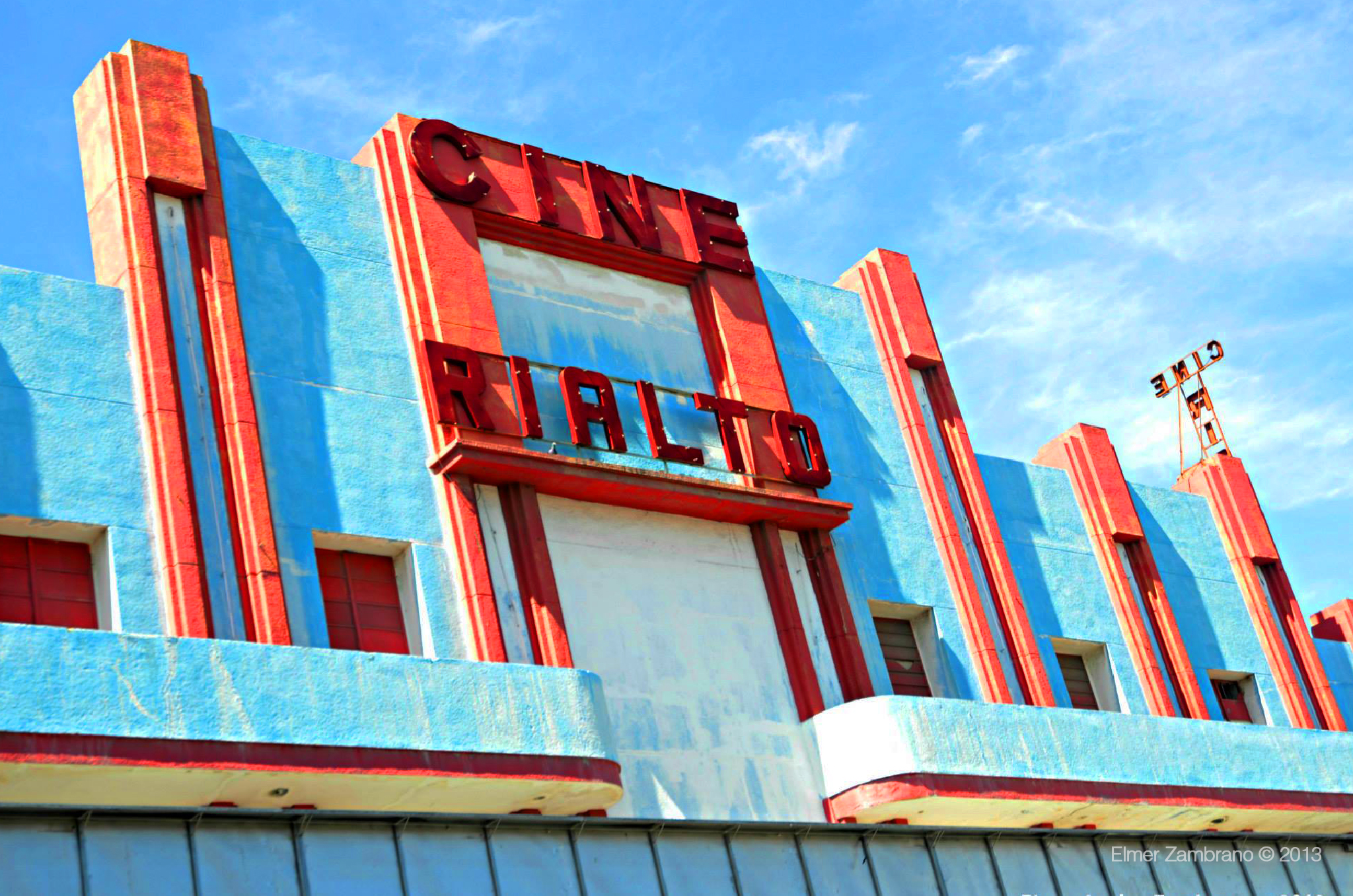
Detalle letrero de Cine Rialto
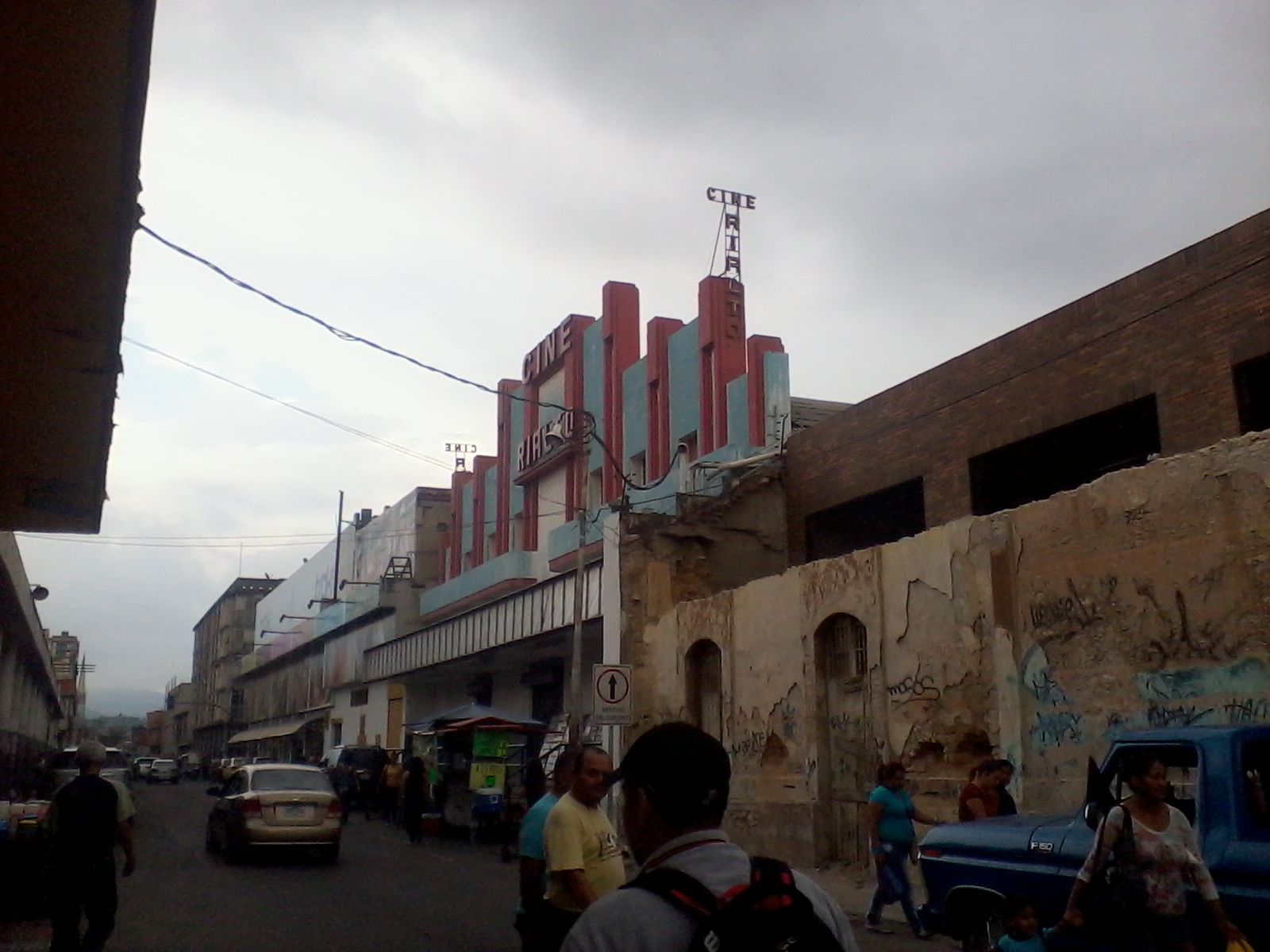
Cine rialto vista diagonal
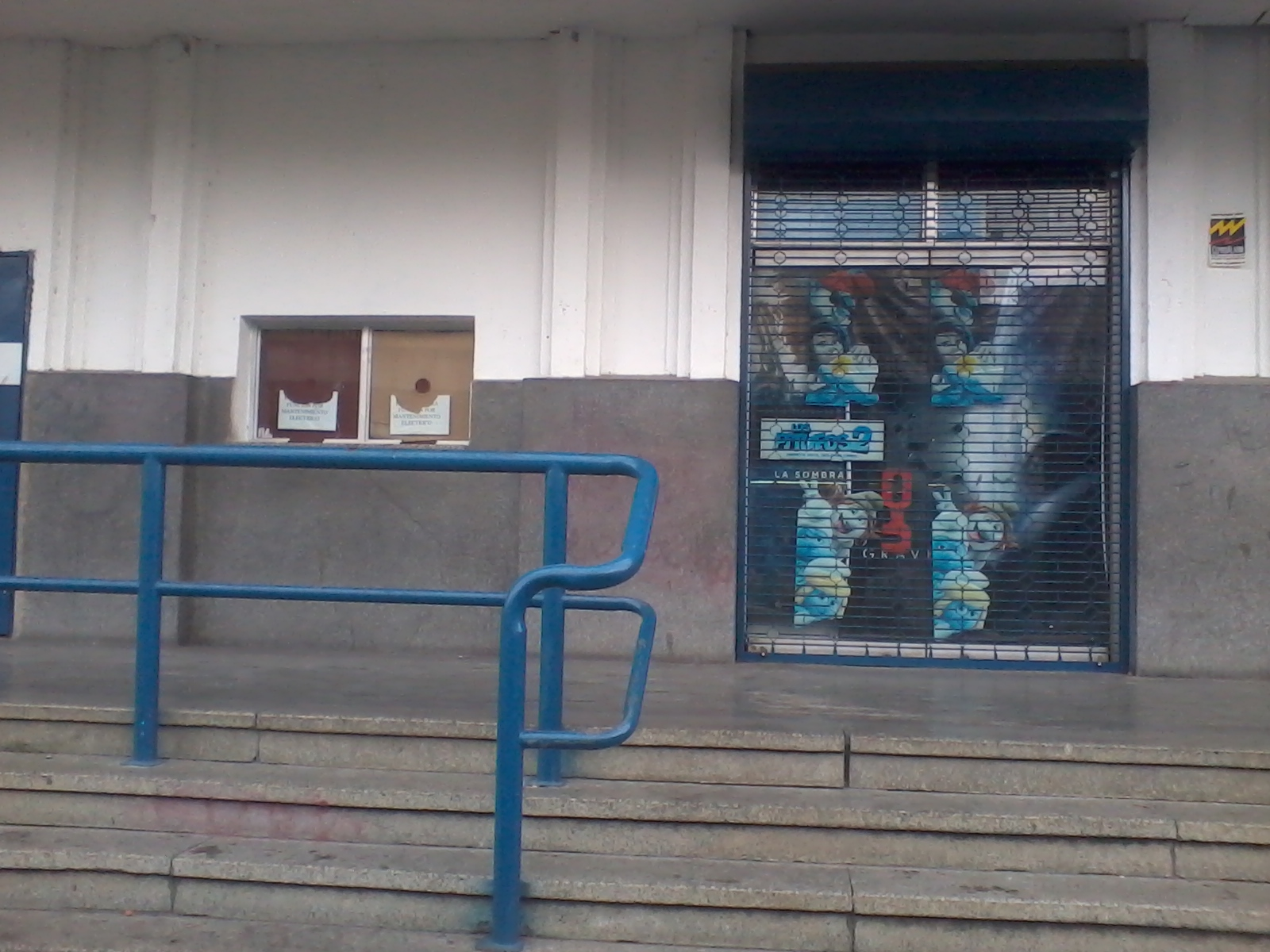
Taquillas
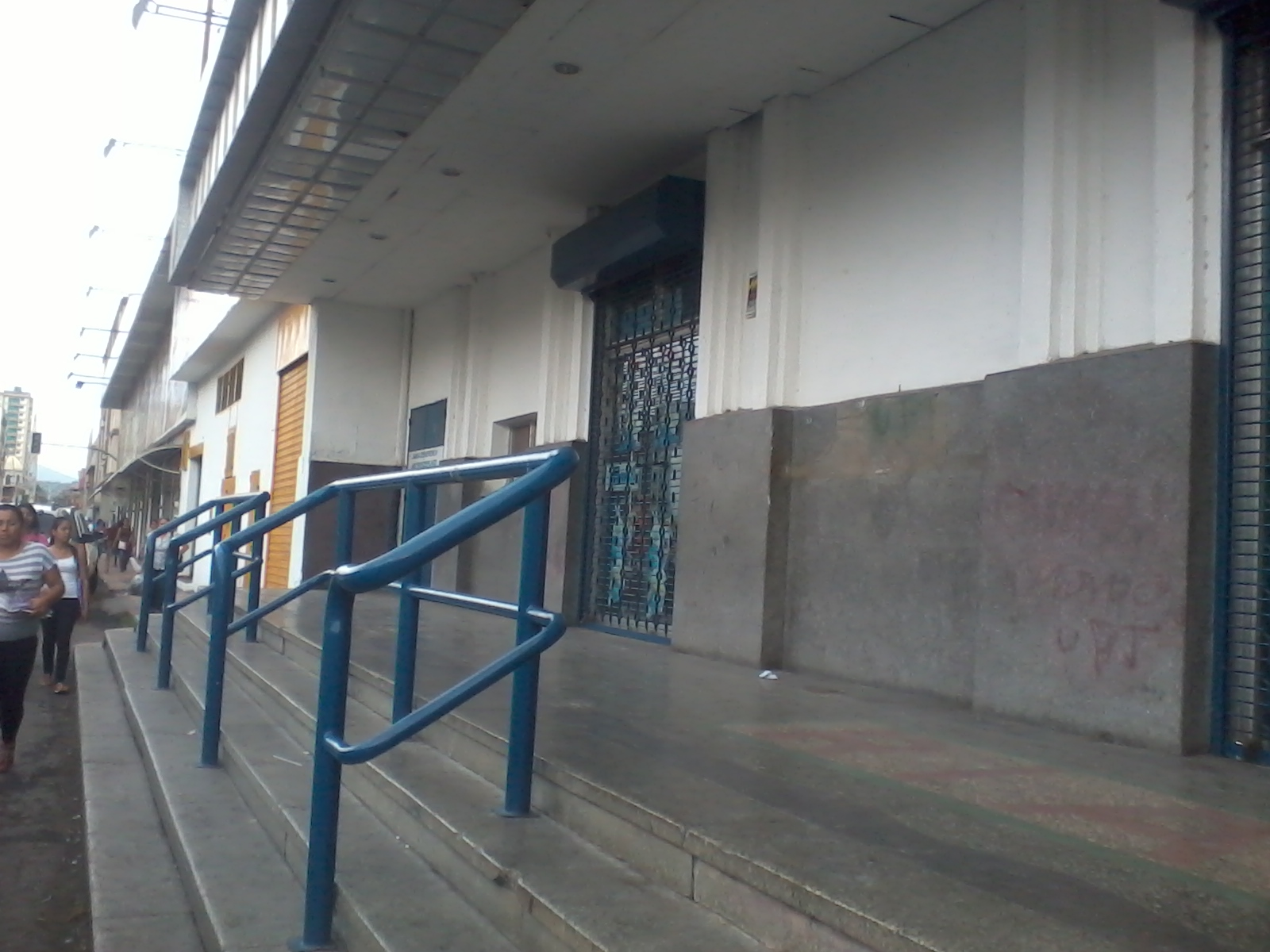
Escaleras
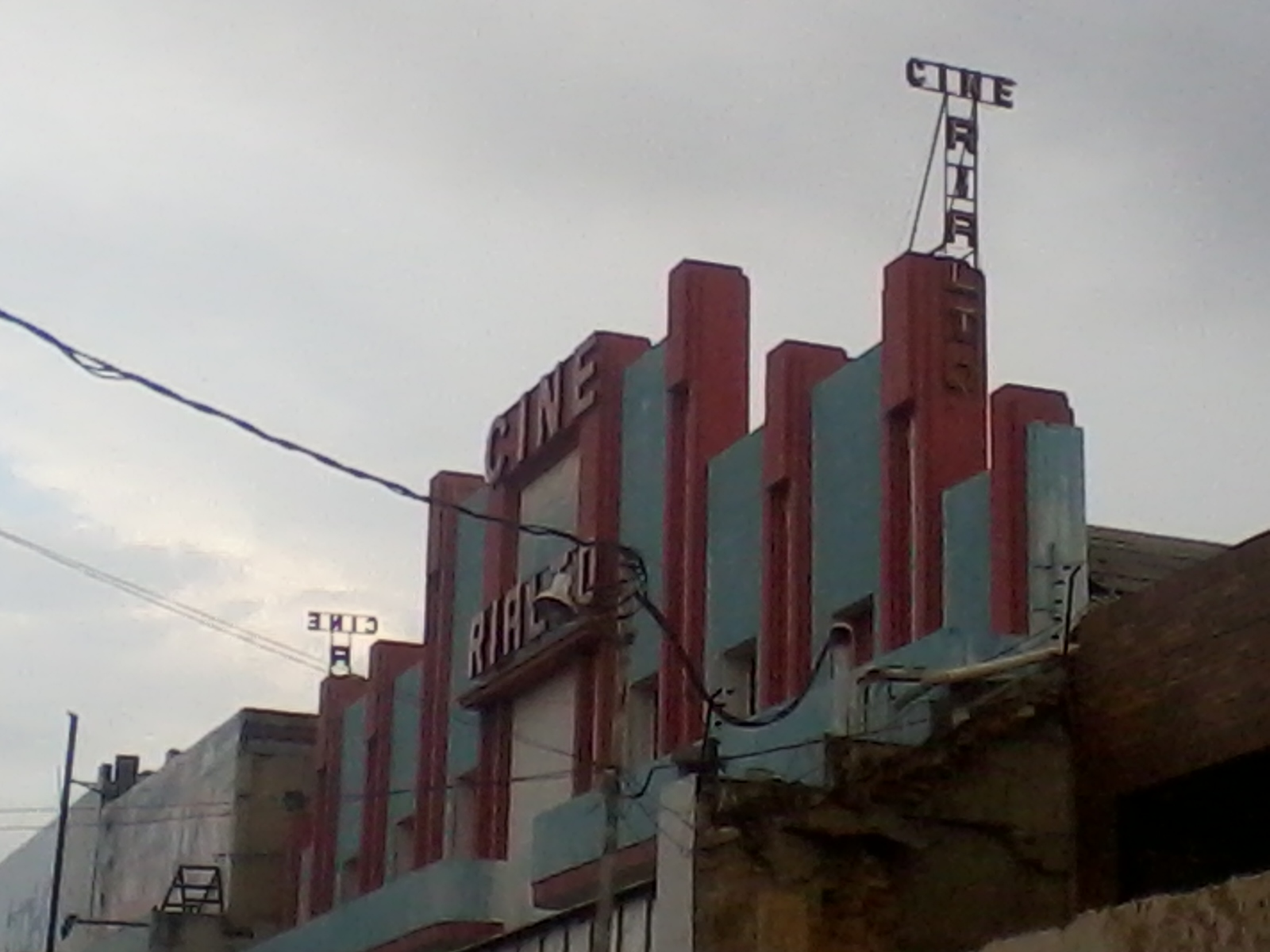
Fachada del cine rialto